# Rhamphosuchus
A Rhamphosuchus crassidens a hüllők (Reptilia) osztályának krokodilok (Crocodilia) rendjébe és a gaviálfélék (Gavialidae) családjába tartozó fosszilis faj.

## Tudnivalók

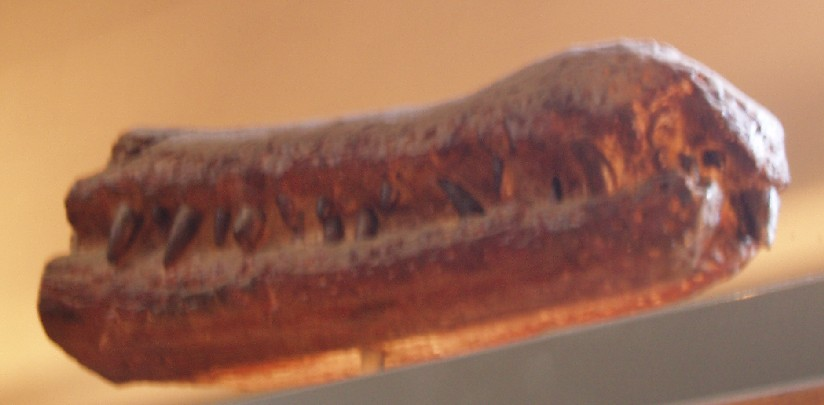
A Rhamphosuchus crassidens állkapcsa

A Rhamphosuchus („csőr krokodil”) a Szunda-krokodil (Tomistoma schlegelii) hatalmas testű kihalt rokona. A Rhamphosuchus a mai indiai szubkontinensen élt, maradványai Indiában és Pakisztánban kerültek elő. A leletek kora nagyjából 5 millió év, ami a miocén és pliocén korok határának felel meg.
Az állat csak hiányos csontvázakból ismert. A maradványok nagy része fogak és koponyák, de a paleontológusok feltételezik, hogy az egyik legnagyobb valaha létező krokodil volt, ha nem a legnagyobb. Hosszát 15–18 méteresre becsülték, de a legújabb vizsgálatok szerint a Rhamphosuchus hossza, ennél kisebb volt, csak 8–11 méter lehetett. Egy másik krokodil, a Purussaurus, amely ugyanabban a korban élt, de Brazíliában és Peruban, körülbelül ugyanakkora volt, mint a Rhamphosuchus. A Purussaurusnak is hiányosak a maradványai; körülbelül 10,3 méter hosszú lehetett. Csak négy krokodil közelíthette meg e két faj méretét: a Deinosuchus, amely a késő kréta korszakban élt, a Sarcosuchus, amely a kora kréta korszakban élt (és nem volt igazi krokodil, csak hasonló megjelenésű állat), a miocén kori Gryposuchus és a fura Mourasuchus, amely egyidőben és ugyanazon a helyen élt, mint a Purussaurus. A négy faj hossza 9–10,6 méter között lehetett. A Rhamphosuchus nagy teste miatt valószínű, hogy egyéb állatokkal is táplálkozott, nemcsak halakkal.

## Fordítás
- Ez a szócikk részben vagy egészben  a   Rhamphosuchus című angol Wikipédia-szócikk fordításán alapul.  Az eredeti cikk szerkesztőit annak laptörténete sorolja fel. Ez a jelzés csupán a megfogalmazás eredetét és a szerzői jogokat jelzi, nem szolgál a cikkben szereplő információk forrásmegjelöléseként.